# 이창수 (마술사)
이창수(1978년 1월 17일 ~)는 대한민국의 마술사다.
현재는 대한민국 유명 백화점(현대, 신세계, 갤러리아등)에서 프랜차이즈 사업을 하고있다.

## 방송
- 대한민국 1교시 '매직스쿨' (2005)
- 섹션TV 연예통신
- 마스터셰프 코리아 3 (2014) - Top6